# Semingkir
Semingkir is een bestuurslaag in het regentschap Pemalang van de provincie Midden-Java, Indonesië. Semingkir telt 8677 inwoners (volkstelling 2010).